# Плезънтвил
 Тази статия е за селото в Съединените щати.  За филм вижте Плезънтвил (филм).  
Плезънтвил (на английски: Pleasantville) е село в щата Ню Йорк в североизточната част на Съединените американски щати, част от град Маунт Плезънт в окръг Уестчестър. Населението му е 7322 души (по приблизителна оценка от юли 2017 г.).
Разположено е на 89 m надморска височина в подножието на Апалачите, на 7 km от левия бряг на река Хъдсън и на 42 km северно от центъра на град Ню Йорк. Селото възниква в края на XVII век, когато европейци започват да се заселват в по-ранно ирокезко селище. Сегашното си име носи от 1828 година.